# Николелис, Мигель
Миге́ль Анже́ло Лапо́рта Николе́лис (порт. Miguel Angelo Laporta Nicolelis; род. 1961) — бразильский учёный, известный, прежде всего, работами по «прочтению мыслей обезьяны». Он и его коллеги имплантировали электроды в мозг обезьяны и таким образом смогли зарегистрировать моторную активность, которая была использована для управления механической рукой. Таким образом, механическая рука двигалась под воздействием мысли обезьяны, а снятое учёными видео впоследствии попало в массовую культуру.
Николелис и коллеги продемонстрировали пластичность нейронного кодирования при использовании интерфейса между мозгом и компьютером.
Получил диплом доктора медицины в университете Сан-Паулу в 1984 году и степень доктора философии в 1989 году в Институте биомедицинских наук в Сан-Паулу.
Иностранный член Французской академии наук (2009).
По состоянию на 2016 год — профессор университета Дьюка в Северной Каролине (США).
В 2017 году Международным Институтом инженеров электротехники и электроники (IEEE) присуждена премия Даниэля Ноубла. Вручение премии состоялось на конференции IEEE по нейротехнологиям, которая прошла в Шанхае в мае 2017.

### Список произведений
- Без границ: новая нейронаука объединения мозга с машинами — и как она изменит нашу жизнь = Beyond boundaries: the new neuroscience of connecting brains with machines — and how it will change our lives. — 1st ed. — New York: Times Books, 2011. — 353 p. — ISBN 978-1250002617.
- Lebedev, M.A., Carmena, J.M., O’Doherty, J.E., Zacksenhouse, M., Henriquez, C.S., Principe, J.C., Nicolelis, M.A.L. (2005) Cortical ensemble adaptation to represent actuators controlled by a brain machine interface. Архивная копия от 4 января 2011 на Wayback Machine J. Neurosci. 25: 4681—4693.
- Santucci, D.M., Kralik, J.D., Lebedev , M.A., Nicolelis, M.A.L. (2005) Frontal and parietal cortical ensembles predict single-trial muscle activity during reaching movements. Eur. J. Neurosci., 22: 1529—1540.
- Carmena, J.M., Lebedev, M.A., Crist, R.E., O’Doherty, J.E., Santucci, D.M., Dimitrov, D.F., Patil, P.G., Henriquez, C.S., Nicolelis, M.A.L. (2003) Learning to control a brain-machine interface for reaching and grasping by primates. Архивная копия от 30 апреля 2008 на Wayback Machine PLoS Biology, 1: 193—208.
- Nicolelis MA (2003) Brain-machine interfaces to restore motor function and probe neural circuits. Архивная копия от 12 марта 2007 на Wayback Machine Nat Rev Neurosci. 4: 417—422.
- Wessberg J, Stambaugh CR, Kralik JD, Beck PD, Laubach M, Chapin JK, Kim J, Biggs SJ, Srinivasan MA, Nicolelis MA. (2000) Real-time prediction of hand trajectory by ensembles of cortical neurons in primates. Архивная копия от 14 июня 2017 на Wayback Machine Nature 16: 361—365.